# Palliener Straße
Die Palliener Straße ist eine nach dem Trierer Stadtteil Pallien benannte Straße, die im selben verläuft. Pallien war früher ein Vorort von Trier. Die Straße trägt den Namen seit 1956.
An der Straße befinden sich insgesamt sechs einzelne Kulturdenkmäler. Zudem ist die Straße ist Teil der Denkmalzone Palliener Straße 3–19 und 34–39 mit der Brücke über den Sirzenicher Bach, Mühlenweg 1–4, von der Bitburger Straße die Napoleonsbrücke, Bonner Straße 9–12, 25. Hier befinden sich vor allem Zeilenwohnhäuser, welche von Tagelöhnern bewohnt werden, die auf dem Hofgut, in den Sandgruben und den verschiedenen Mühlen entlang des Sirzenicher Bachs beschäftigt waren. Insbesondere im Bereich der Palliener Straße gibt sich hier ein recht anschauliches Bild der früheren Siedlung Pallien mit herausragender und dichter historischer Aussagekraft.